# Magari meno
Magari meno è un singolo del gruppo musicale italiano Zero Assoluto, pubblicato nel 2002 dalla Universal Music Group.

## Tracce
1. Magari meno (Radio Edit)
2. Magari meno (Album Version)
3. Magari meno (Base ad libitum)

## Video musicale
Il videoclip, diretto da Cosimo Alemà, è stato pubblicato sul canale YouTube del duo.